# Admiralty Inlet

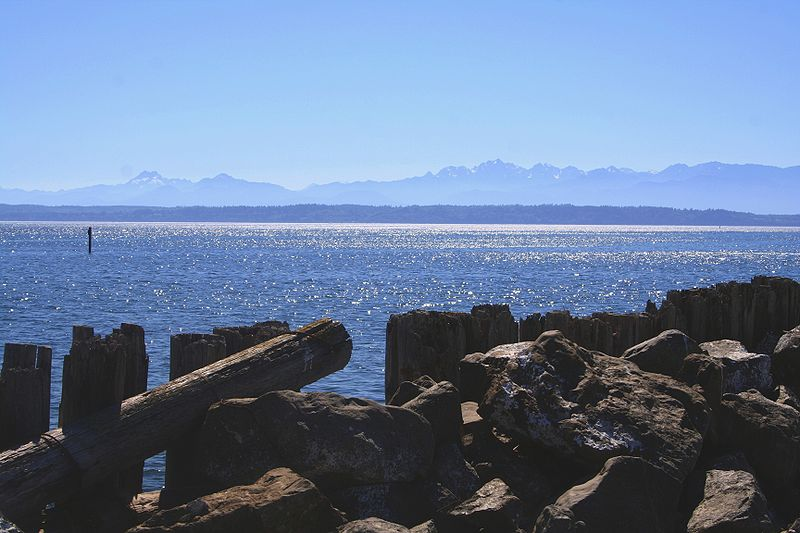
Admiralty Inlet.

Admiralty Inlet är ett sund i nordvästra USA som binder samman den östra delen av Juan de Fucasundet med Pugetsundet. Den passerar Quimperhalvön på Olympichalvön och Whidbey Island i Island County, Washington.